# シナーラ (ディーリアス)
「シナーラ」（Cynara）は、フレデリック・ディーリアスが作曲したバリトンと管弦楽のための歌曲。アーネスト・ダウスンの詩に基づく。

## 概要
ディーリアスは1907年、独唱つき合唱曲「日没の歌」の一部としてこの曲の作曲に取り組んでいたが、ダウスンの他の詩と合わないと感じたためこれを用いることはなく、曲は未完成のままになっていた。ディーリアスの筆記者を務めたエリック・フェンビーは、1929年にこの曲のスケッチを再発見した（作曲家のピーター・ウォーロックも自らが発見したと主張している）。ディーリアスはフェンビーに最後の4段を口述で伝え、完成させた楽譜をウォーロックの元へ送付した。ウォーロックは1929年10月にロンドンで行われたディーリアス音楽祭で、トーマス・ビーチャムの助手をしていた。
「シナーラ」の初演は1929年10月18日、ロンドンのクイーンズ・ホールであった。独唱者はJohn Gossで、ビーチャムの指揮、BBC交響楽団の演奏であった。
この曲の録音は数種類が入手可能となっている。